# Walter Wimmer (Fußballspieler)
Walter Wimmer (* 30. November 1943) ist ein ehemaliger deutscher Fußballspieler. In der Saison 1964/65 gewann der Abwehrspieler mit seinem Verein Borussia Mönchengladbach die Meisterschaft in der damals zweitklassigen Fußball-Regionalliga West und erreichte nach erfolgreichem Abschluss der Aufstiegsrunde auch den Einzug in die Fußball-Bundesliga.

## Laufbahn
Walter Wimmer durchlief die Ausbildungsstationen in der Jugendabteilung von Borussia Mönchengladbach. In der B-Jugend wird er mit seinen Mannschaftskameraden Niederrheinmeister, und zwei Jahre später gewinnt er mit der A-Jugend die Westdeutsche Meisterschaft. Vor 7.000 Zuschauern setzte sich die VfL-Jugend um Mittelläufer Wimmer am 5. Juli 1962 im Stadion am Schloss Strünkede mit 4:0 gegen Westfalia Herne durch. Mitspieler waren Verteidiger Horst-Dieter Höttges und Angreifer Herbert Laumen. Zur letzten Runde der alten erstklassigen Oberliga-Ära, 1962/63, wurde er unter Trainer Fritz Langner Vertragsspieler. Der Start glückte der Borussia aber nicht; in die Hinrunde 1962 startete Mönchengladbach nach vier Spielen mit 0:8 Punkten. Am fünften Spieltag, den 16. September 1962, debütierten deshalb die zwei Nachwuchsspieler Wimmer und Laumen in der Oberliga West. Borussia gewann das Spiel beim Wuppertaler SV im Stadion am Zoo mit 3:1 Toren und holte sich damit die ersten zwei Punkte. Walter Wimmer bekleidete die Rolle des Mittelläufers, und der Angreifer Laumen führte sich mit einem Tor ein. Am Rundenende hatte Wimmer zehn Oberligaeinsätze absolviert.
Im ersten Jahr der zweitklassigen Regionalliga West, 1963/64, baute Trainer Langner auf den Routinier Gerd Schommen auf der Mittelläuferposition und Wimmer konnte nur in neun Einsätzen auf sich aufmerksam machen. Unter der Trainingsleitung von Langner-Nachfolger Hennes Weisweiler änderte sich das in der Saison 1964/65. Zusammen mit den beiden Außenläufern Egon Milder und Heinz Lowin bildete Walter Wimmer die Stammformation in der Läuferreihe im damaligen WM-System der Borussia und die Bökelberg-Elf gewann mit imponierendem Angriffsfußball und drei Punkten Vorsprung vor Titelverteidiger Alemannia Aachen die Meisterschaft in der Regionalliga West. Wimmer hatte 30 Ligaspiele absolviert und dabei einen Treffer erzielt. In der darauf folgenden Aufstiegsrunde bestritt er alle sechs Spiele gegen die Konkurrenz SSV Reutlingen, Holstein Kiel und Wormatia Worms und gehört damit neben den Stars Günter Netzer, Jupp Heynckes und Bernd Rupp zu den Aufstiegshelden des in der Sportberichterstattung als „Fohlen“-Elf bezeichneten Bundesligaaufsteigers vom Niederrhein. Insgesamt wird Walter Wimmer in der Regionalligastatistik des VfL von 1963 bis 1965 mit 39 Spielen und einem Tor geführt.
Am ersten Bundesligaspieltag des Aufsteigers, am 14. August 1965 bei Borussia Neunkirchen, stand er im Ellenfeldstadion beim 1:1-Remis neben den Neuzugängen Berti Vogts und Heinz Wittmann, sowie Routinier Albert Jansen in der Verteidigung von Mönchengladbach. Trainer Weisweiler schickte das VfL-Eigengewächs im Borussia-Bundesligadebütjahr in 23 Ligapartien auf den Rasen. Im zweiten Bundesligajahr, 1966/67, erzielte der Abwehrspieler am 25. Februar 1967 bei Fortuna Düsseldorf in der 64. Minute den Anschlusstreffer zum 1:2. Mit seinem Einsatz am 34. Spieltag, den 3. Juni 1967, beendete er mit dem 3:1-Auswärtssieg beim MSV Duisburg seine Laufbahn in der Bundesliga. Namensvetter Herbert Wimmer stürmte dabei auf Rechtsaußen im Angriff der Borussia. Insgesamt wird Walter Wimmer mit 33 Bundesligaspielen und einem Tor für Borussia Mönchengladbach geführt. Im Sommer 1967 wurde er reamateurisiert, schloss sich dem FC Hüls an und beendete seine Laufbahn als Vertrags- beziehungsweise Lizenzfußballer.